# 头吻沙蚕
头吻沙蚕（学名：Glycera capitata）为吻沙蚕科吻沙蚕属的动物。分布于大西洋西部、地中海、北极海、太平洋东岸、太平洋西岸从日本到南海北部湾、南极，包括黄海等海域。